# Hubert Knobloch
Hubert Knobloch (* 19. Dezember 1939; † 6. Dezember 2004 in Berlin) war ein deutscher Sportjournalist und -reporter.

## Leben
Hubert Knobloch stammte aus Greiz (Ostthüringen). Er zählte neben Heinz Florian Oertel und Wolfgang Hempel zu den bekanntesten Sportreportern des DDR-Hörfunks.
Knobloch arbeitete lange für Radio DDR I und berichtete u. a. für den DDR-Rundfunk vom Endspiel der Fußball-WM 1990. 1990 wechselte Knobloch zu Sachsenradio nach Leipzig. Von 1992 bis Ende 2003 arbeitete Knobloch für den MDR, insbesondere für MDR Info.
Er berichtete unter anderem von den Sportarten Fußball, Handball, Tennis, Turnen sowie Kanusport, Biathlon und Ski Nordisch und von zahlreichen Welt- und Europameisterschaften sowie Olympischen Spielen. Weiter berichtete er von zahlreichen Fußball-Spielen der Zweiten Bundesliga und weiteren Spielen im Sendegebiet des MDR.